# Culicoides combinothecus
Culicoides combinothecus är en tvåvingeart som beskrevs av Yu och Li 1986. Culicoides combinothecus ingår i släktet Culicoides och familjen svidknott. Inga underarter finns listade i Catalogue of Life.